# الأسطح الصلبة الكربوناتية
الأسطح الصلبة الكربوناتية أسطحًا لطبقات كربوناتية ترسبية متماسكة تعرت في قاع البحر (ويلسون وبالمر، 1992). والاسطح الصلبة هي في الأساس قاع بحر متحجر. توجد الأسطح الصلبة القديمة في تتابع الحجر الجيري ويمكن تمييزها عن الرواسب التي تحجرت لاحقًا من خلال علامات التعرض لمياه البحر الطبيعية. يمكن أن تتكون هذه العلامات من الكائنات البحرية المتكلسة (خاصة الحزازيات والمحار والبرنقيل والكورنوليتيدات والهيدريلويدات والصدفيات الدقيقة وزنابق البحر) أوالكائنات الحية المحافر الناتجة عن التآكل الحيوي، أو أسمنت الكالسيت البحري المبكر، أو الأسطح الواسعة المعدنية بأكاسيد الحديد أو فوسفات الكالسيوم (بالمر، 1982؛ بودينبندر وآخرون، 1989؛ فين وويلسون، 2010؛ فين وتوم، 2015). عادةً يتم اكتشاف الأسطح الصلبة الحديثة عن طريق القياس في المياه الضحلة أو من خلال تقنيات الاستشعار عن بعد مثل سونار المسح الجانبي.